# Rio Galiţa
O Rio Galiţa é um rio da Romênia, afluente do Rio Danúbio, localizado no distrito de Constanţa.